# CD278
Inducible T-cell costimulator est une protéine point de contrôle immunitaire codée chez l'homme gène ICOS,,.
CD278 ou ICOS (Inducible T-cell COStimulator) est une molécule de costimulation de la superfamille CD28 qui est exprimée à la surface des lymphocytes T activés. Elle est considérée comme importante pour les cellules Th2 en particulier,.

## Fonction
La protéine codée par ce gène appartient à la famille de récepteurs membranaires CD28 et CTLA-4. Elle forme des homodimères et joue un rôle important dans la signalisation cellulaires, les réponses immunitaires et la régulation de la prolifération cellulaire.

## Phénotoype de délétion
Par rapport aux lymphocytes T naïfs de type sauvage, les lymphocytes T ICOS-/- activés par anti-CD3 ont une prolifération et sécrétion de l'IL-2 réduites. Le défaut de prolifération peut être rétabli par addition d'IL-2 à la culture, ce qui suggère le défaut de prolifération défaut est dû soit à la sécrétion d'IL-2 médiée par ICOS, soit par l'activation voies de signalisation similaires entre ICOS et l'IL-2. En termes sécrétion de cytokines de type Th1 et Th2 , les lymphocytes T  ICOS-/- CD4+ activés in vitro ont une sécrétion d'IL-4 réduite, tout en maintenant une sécrétion d'IFN-g comparable. De même, les lymphocytesT CD4+ purifiés à partir de souris ICOS-/- immunisées avec la protéine de l'hémocyanine de patelle (KLH) avec alun ou adjuvant de Freund complet présentent une sécrétion d'IL-4 atténuée, mais avec sécrétions semblables d'IFN-g et d''IL-5 lors d'un rappel avec la KLH.
Ces données sont similaires à un modèle d'hypersensibilité des voies respiratoires montrant une sécrétion maintenue d'IL-5, mais réduite d'IL-4 en réponse à une sensibilisation à l'ovalbumine, indiquant un défaut de la sécrétion de cytokines Th2, mais pas un défaut dans la différenciation Th1, l'IL-4 et IL-5 étant des cytokines Th2-associées. En accord avec la réduction des réponses Th2, les souris ICOS-/- présentent une réduction de la formation de centres germinatifs et titres d'anticorps IgG1 et d'IgE en réponse à la vaccination.

## Thérapie de combinaison
Les patients recevant de l'Ipilimumab présentent une augmentation de lymphocytes T ICOS+ sanguins et dans les tissus tumoraux. Cette augmentation sert en tant que bio-marqueur pharmacodynamique pour les traitements anti-CTLA-4. Chez les souris C57BL/6 de type sauvage, le traitement anti-CTLA-4 entraîne le rejet tumoral chez 80 à 90% des sujets, mais chez les souris mutantes déficientes pour ICOS ou son ligand (ICOSLG), l'efficacité est inférieure à 50%. Un stimulus agonistique de la voie ICOS  lors de traitement anti-CTLA-4 entraîne une augmentation de l'efficacité qui était d'environ quatre à cinq fois plus élevée que celui des traitements de contrôle. En 2015, les anticorps pour ICOS n'étaient pas disponibles pour des essais cliniques.